# Маффеи, Чечилия
Чечилия Маффеи (итал. Cecilia Maffei; род. 19 ноябрь 1984) — итальянская шорт-трекистка. Участница зимних Олимпийских игр 2006, 2010 и 2014 года, серебряная призёр зимних Олимпийских игр 2018 года; 3-хкратная бронзовый призёр чемпионата мира 2006, 2010 и 2014 годов,  чемпионка Европы 2017 года, 4-хкратная призёр чемпионата Европы,  двадцатикратный призёр Кубка мира по шорт-треку. 

## Спортивная карьера
Чечилия Маффеи родилась в городе Тьоне-ди-Тренто в семье отца Фернандо и матери Марии. У неё есть также два брата Маттиа и Марко. Сначала мама привела Чечилию в секцию фигурного катания, но там ей сказали, что она не подходит для этого вида спорта, тогда в возрасте 7 лет начала пробовать себя в шорт-треке, в клубе "Sporting Ghiaccio Pinzolo Velocità" в Пинцоло. Позже тренировалась на базе клуба «Gruppo Sportivo Fiamme Azzurre», Рим. В национальной сборной за его подготовку отвечал канадский специалист Кенан Гуадек.
В 1992 году Чечилия участвовала в первом региональном конкурсе, а в 1994 году она выиграла Трофей "Микки Мауса" и национальный отбор под руководством тренера Франко Де Кола. В 1996 году одержала очередную победу на "Микки". На юниорских чемпионатах мира с 2001 по 2004 года ей не удавалось добраться до подиумов. Из-за неуспеваемости в школе Чечилия перешла в клуб "Società Bormio Ghiaccio" в Бормио, чтобы совместить учёбу со спортом.
В 2003 году она официально вошла в состав сборной страны и переехала в Курмайор, чтобы тренироваться с национальной командой. Свою первую медаль на соревнованиях международного уровня Маффеи выиграла на Кубке мира во французском Гренобле сезона 2002/2003 годов. В эстафете среди женщин итальянская команда с результатом 4:28.692 (+6.41) финишировала третьей, уступив более высокие позиции соперницам из Канады (4:23.050 (+0.77) — 2-е место) и Южной Кореи (4:22.280 — 1-е место).
Уже в 2006 году на зимних Олимпийских играх в Турине Чечилия была в пятерке хозяев, но из-за проблем с тренером она не выступила в эстафете, наблюдая за тем, как её подруги по команде завоевали бронзу игр. Однако в марте на чемпионате мира в Миннеаполисе завоевала бронзовую медаль в эстафете, а в начале 2007 года на чемпионате Европы в Шеффилде она также помогла команде выиграть бронзу в эстафете.
В конце сезона 2007/2008 годов Маффеи, во время тренировки на льду повредила плечо, и ей пришлось пропустить чемпионат мира, но в короткие сроки она выздоровела и была готова к новому соревновательному сезону. На зимних Олимпийских играх в Ванкувере Чечилия участвовала на всех дистанциях, но заняла в беге на 500 м 22-е место, на 1000 м - 21-е и на 1500 м - 23-е место, а в эстафете заняла 6-е место. После Ванкувера главным тренером сборной стал канадец Эрик Бедар, который сменил Фабио Магаротто.
В марте 2010 года на командном домашнем чемпионате мира в Бормио она выиграла бронзовую медаль в составе команды. В январе 2011 года на очередном чемпионате Европы в Херенвене с командой вновь стала бронзовым призёром в эстафете. Следом на командном чемпионате мира в Польше заняла 5-е место. Через год на чемпионате Европы в Млада-Болеславе стала 2-й в эстафете.
На зимних Олимпийских играх в Сочи тренер Эрик Бедар поставил её в резерв, так и не дал ей выступить на олимпиаде. Чечилия была озлобленной и разочарованной и хотела перейти на длинную дорожку, в чём её клуб «Gruppo Sportivo Fiamme Azzurre» поддержал. В марте 2014 года на чемпионате мира в Монреале она вновь стала бронзовым призёром в эстафете. 
На национальном чемпионате Италии Чечилия выиграла бронзовые медали на дистанциях 500 и 1000 м, серебряную в беге на 1500 м и заняла 2-е место в абсолютном зачёте. В сезоне 2014/15 годов она начала тренироваться в новой дисциплине, но результатов не было и вернулась в шорт-трек. В январе 2016 года выиграла бронзу в эстафете на чемпионате Европы в Сочи, а в феврале на Кубке мира выиграла золото в составе эстафетной команды в Дрездене и Дордрехте.
В ноябре на Кубке мира в Солт-Лейк-Сити она установила новый итальянский рекорд на дистанции 1000 м со временем 1:28’982 сек. В январе 2017 года на домашнем чемпионате Европы в Турине вместе с Лючией Перетти,Арианной Фонтаной, Мартиной Вальчепиной и Арианной Вальчепиной Чечилия завоевала свою единственную золотую медаль в эстафете. Тогда же стала бронзовым призёром чемпионата Италии в общем зачёте.
На зимних Олимпийских играх 2018, Чечилия Маффеи была заявлена для участия в эстафете. 20 февраля 2018 года в ледовом зале «Кёнпхо» в финальном забеге эстафеты среди женщин итальянская команда финишировала второй с результатом 4:15.901, уступив первенство соперникам из Южной Кореи (4:07.361). Третье место выиграли шорт-трекисты из Нидерландов, которые в финале B установили мировой рекорд времени — 4:03.471. Чечилия завоевала первую олимпийскую медаль в истории Пинцоло.
В марте на чемпионате мира в Монреале она с подругами по команде заняла 4-е место в эстафете, а через год на чемпионате мира в Софии осталась на 8-м месте в эстафете. Её последний турнир был в сентябре 2019 года в Курмайоре на Кубке Курмайора, где заняла 9-е место в общем зачёте.

## Личная жизнь
Чечилии Маффеи любит открывать новые места, отдыхать, веселиться с друзьями, кататься на велосипеде, тренировать детей, море и любимый дом. Ей нравится жареная пицца и сыр.